# Kazimierz Krasiński
Kazimierz Krasiński herbu Ślepowron (ur. 1725 w Zegrzu, zm. 25 września 1802 tamże) – marszałek Trybunału Głównego Koronnego w 1783, działacz polityczny, hrabia pruski od 1798 (nie przyjął tytułu), szambelan króla Stanisława Leszczyńskiego od 1747, starosta grodowy krasnostawski w latach 1758–1782, starosta niegrodowy nowomiejski od 1752, starosta przasnyski od 1773, oboźny koronny (dworski) od 1763.

## Życiorys

### Rodzina
Syn kasztelana zakroczymskiego Antoniego Krasińskiego herbu Ślepowron z Krasnego i chorążanki dobrzyńskiej Barbary Zielińskiej herbu Świnka z Zielonej.
Był trzykrotnie żonaty. Z kasztelanką słońską Eustachią Potocką (1738–1764) ślub wziął w 1756. Potem ożenił się z jej siostrą Elżbietą (zmarła po 1776), wdową po wojewodzie mazowieckim Michale Rudzińskim. W 1782 poślubił miecznikównę litewską Annę z Ossolińskich (1749–1843), rozwódkę z wojewodą podlaskim Józefem Ossolińskim. Dopiero z trzecią żoną miał dzieci: syna Józefa Wawrzyńca i córkę Elżbietę.
W rodzinie uważano go za patriarchę i szanowaną głowę rodu. Z powodu pełnienia przez niego urzędu oboźnego koronnego jego linię rodzinną nazywano obozińską.
W kościele w Zegrzu ufundował epitafia ojca i pierwszej żony. Epitafia pozostałych żon nie zachowały się.

### Majątek
Ojciec przekazał mu Zegrze, Wolę Zgierską i Izbicę nad Bugiem, a także część klucza Krasnosielc w ziemi ciechanowskiej. Od stryja Jana Chryzostoma Krasińskiego otrzymał pozostałą część klucza Krasnosielc oraz tzw. klucz płodownicki nad Omulwią w ziemi ciechanowskiej. Od teścia Feliksa Potockiego dostał Radziejowice i Wolę Pękoszewską oraz 100 000 florenów. Król zgodził się na przekazanie Krasińskiemu starostwa krasnostawskiego. Po likwidacji zakonu jezuitów otrzymał Niemienice i Zastawne w starostwie krasnostawskim oraz 21 000 florenów. Nabył wiele mniejszych i większych majątków, głównie na Mazowszu. W 1766 odstąpił państwu oficynę pałacu Krasińskich w Warszawie.

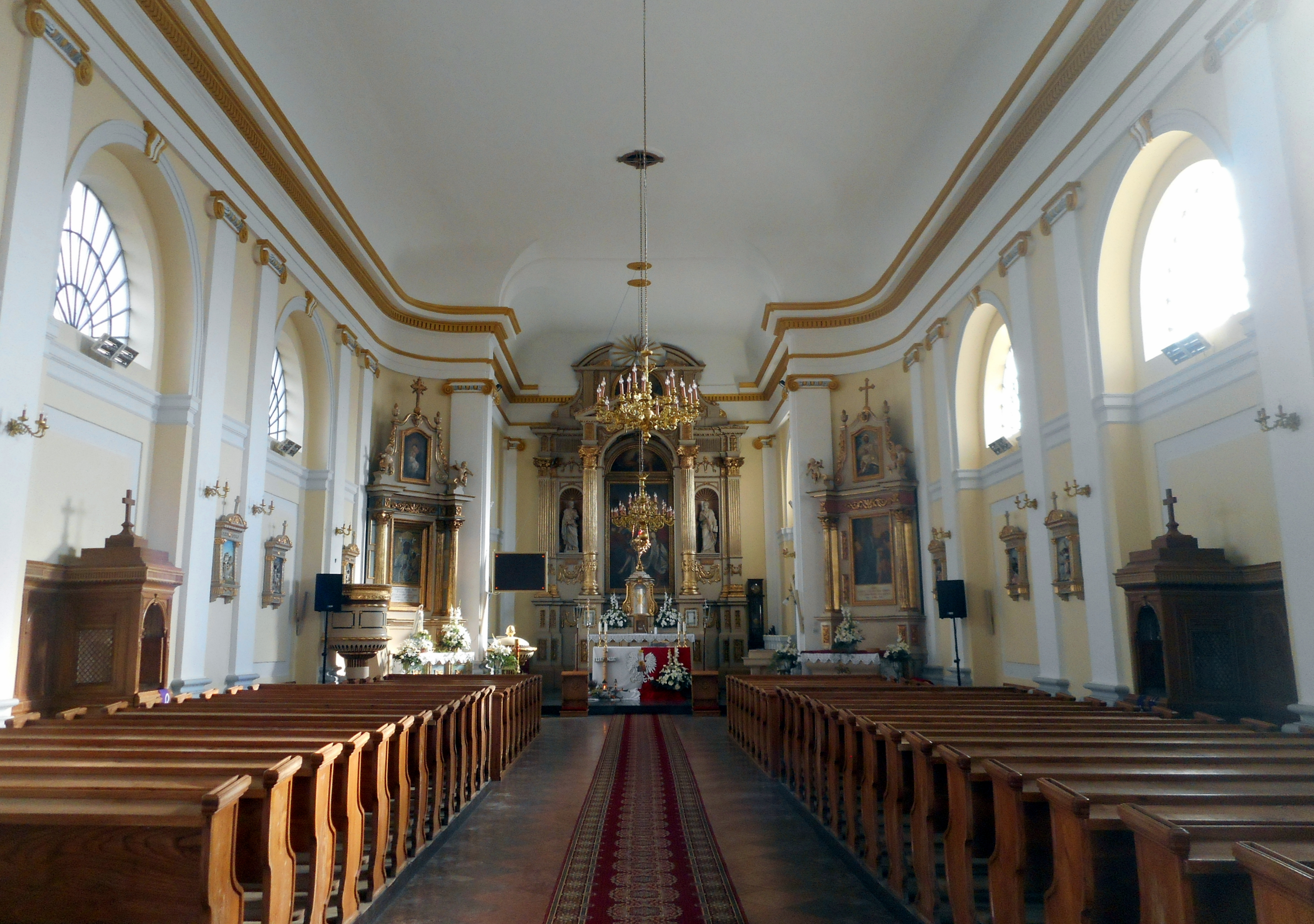
Wnętrze kościoła w Krasnosielcu ufundowanego przez Krasińskiego

W 1778 zainicjował erygowanie parafii w Baranowie. Wraz z żoną ufundował murowany kościół w Krasnosielcu, który wzniesiono w latach 1790–1792. Umieszczono w nim trzy obrazy Franciszka Smuglewicza. Inwestycja była wykonaniem woli głównego fundatora Jana Kantego Krasińskiego.
W latach 90. XVIII wieku popadł w konflikt z bartnikami ze starostwa przasnyskiego. Próbował zmusić Kurpiów do odrabiania pańszczyzny w większym wymiarze niż przewidywały królewskiego przywileje. W 1790 gromady wsi starostwa przasnyskiego złożyły pozew przeciwko Krasińskiemu o rożne krzywdy, wyznaczenie komisji i inne okoliczności. W 1791, 1792 i 1794 założono kolejne sprawy o powinności, robocizny, czynsze i grunty. Starosta wymierzał kary cielesne oraz odbierał rodzicom dzieci i wysyłał je do pracy w folwarkach, płacąc zbyt mało. Realizacji apelacji mieszkańców starostwa przeszkodziło upolitycznienie komisji gruntowej złożonej z popleczników Krasińskiego oraz upadek Rzeczypospolitej.

### Kariera
Zapewne dzięki protekcji stryja wyjechał do Francji i był dworzaninem króla Ludwika XV. Został kadetem Szkoły Stanisława Leszczyńskiego w Lunéville. W 1747 został szambelanem Stanisława Leszczyńskiego.
W 1748 wrócił do kraju. Posłował z województwa płockiego na sejm warszawski. Poparł wystąpienia reformatorskie Pawła Karwowskiego, był członkiem komisji do spraw przeprowadzenia kalkulacji skarbu po zmarłym podskarbim wielkim koronnym Janie Ansgarym Czapskim. 6 grudnia 1756 mianowano go pułkownikiem wojsk koronnych. Jakiś czas później został generał-lejtnantem. Poseł powiatu wiślickiego województwa sandomierskiego na sejm 1756. Poseł na sejm 1758 z ziemi ciechanowskiej jako stronnik Augusta III Sasa. 20 marca 1763 król mianował go oboźnym wielkim koronnym. Urząd sprawował do 1795.
Od 1752 był starostą niegrodowym nowomiejskim, a w latach 1758–1782 starostą grodowym krasnostawskim. W 1762 Angela Humięcka scedowała niego i jego żonę starostwo przasnyskie, wójtostwo przasnyskie i dzierżawę w Dobrzankowie. Dożywocie na starostwo przasnyskie uzyskał w 1773.
W czasie bezkrólewia aktywnie wspierał stronnictwo saskie. Poparł Karola Stanisława Radziwiłła, później Franciszka Ksawerego Branickiego, finalnie Jana Klemensa Branickiego. Podczas elekcji 1764 opowiedział się jednak za Stanisławem Augustem Poniatowskim jako poseł z ziemi chełmskiej i ziemi różańskiej.
Nie przystąpił do konfederacji barskiej, jednak wspierał finansowo kuzyna, który do niej należał, Adama Krasińskiego. Od jesieni 1770 miał go korespondencyjnie informować o wydarzeniach w Warszawie. Adam Krasiński i Charles François Dumouriez liczyli na poparcie Kazimierza, planując zaciąg Kurpi Zielonych do wojsk konfederackich. Od końca 1772 i przez cały 1773 Kazimierz Krasińskich gościł w majątku w Zegrzu uwolnionego z aresztu rosyjskiego kuzyna.
Na Sejmie Rozbiorowym w 1775 powołany do Komisji Emfiteutycznej Koronnej. W 1778 był marszałkiem Trybunału Koronnego powołanym na życzenie króla. W 1781 bezskutecznie zabiegał o stanowisko wojewody mazowieckiego. Ostatecznie od 30 września do 9 listopada 1782 w Warszawie był marszałkiem sejmu. O jego poparcie jeszcze przed otwarciem sesji zabiegali papież Pius VI i nuncjusz Giovanni Andrea Archetti. Jako marszałek hamował burzliwe wystąpienia środowiska opozycyjnego. Mimo wysiłków Krasińskiego sejm rozszedł się bez konstytucji. Poseł na sejm 1782 z ziemi drohickiej. W 1783 ponownie został marszałkiem Trybunału Koronnego. Jako marszałek starej laski w 1784 otwierał sejm grodzieński. Posłował na nim z ziemi drohickiej.
Podczas obrad Sejmu Czteroletniego był członkiem Komisji Wojskowej Obojga Narodów w 1788 roku, komisarz tej komisji w 1792 roku. Poparł Konstytucję 3 maja. Wziął udział w insurekcji kościuszkowskiej w 1794. Wspierał ją finansowo. Mianowany przez Radę Zastępczą Tymczasową sędzią Sądu Kryminalnego Księstwa Mazowieckiego.
Po upadku powstania kościuszkowskiego schronił się w Zamościu. Potem przebywał w dobrach Adama Krasińskiego w Galicji. W latach 1795–1797 w jego pałacu przy ul. Kredytowej w Warszawie (później był tu gmach Towarzystwa Kredytowego Ziemskiego) organizowano zebrania miejskiego klubu patriotycznego. Był śledzony przez pruskie władze.

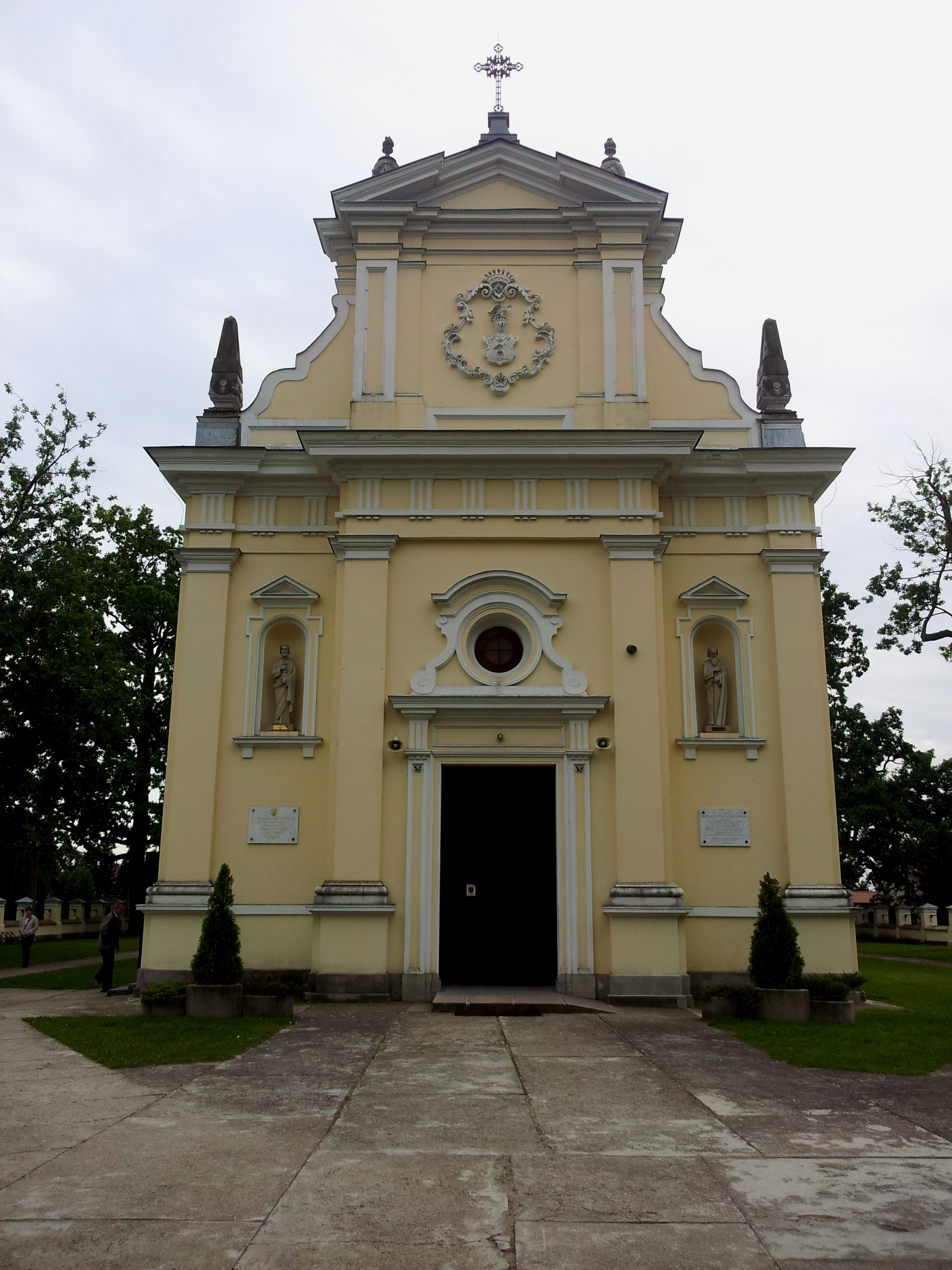
Kościół w Woli Kiełpińskiej, w którym jest pochowany Krasiński i znajduje się jego epitafium

Po rozbiorach wspierał wydawanie publikacji naukowych, był także dobroczyńcą Kościoła katolickiego. Płacił honoraria tłumaczom zagranicznych dzieł. W latach 1784–1785 wystarał się o publikację w Polsce sześciotomowego dzieła Les Américaines, ou la Preuve de la religion chrétienne par les lumières naturelles Jeanne-Marie Leprince de Beaumont z 1770 (polskie wydanie Amerykanki albo dowód religii chrześcijańskiej przez światło przyrodzone tłumaczone przez Karola Surowieckiego).

### Odznaczenia
W 1763 roku został odznaczony Orderem Orła Białego.

### Spuścizna
Zostawił obszerne rodzinne archiwum. Do opieki nad nim zatrudnił etatowego archiwistę.

### Upamiętnienie
Został pochowany w podziemiach kościoła w Zegrzu. W 1895 siedzibę parafii przeniesiono do Woli Kiełpińskiej, a kościół w Zegrzu przerobiono na cerkiew. W 1893 nowym kościele w Woli Kiełpińskiej umieszczono trumny pochowanych w Zegrzu oraz większość wystroju wewnętrznego, w tym epitafia rodowe. Epitafium Kazimierza Krasińskiego ufundowała jego trzecia żona. Z czasem zostało rozbudowane i ozdobione m.in. portretem zmarłego.